# Daecheon-dong, Seogwipo
Daecheon-dong (koreanska: 대천동) är en stadsdel i staden Seogwipo i provinsen Jeju i den södra delen av Sydkorea, 500 km söder om huvudstaden Seoul. Daecheon-dong ligger på södra delen av ön Jeju.